# Championnats d'Europe de boxe amateur 2013
Navigation
Édition précédente Édition suivante
La 40e édition des championnats d'Europe de boxe amateur s'est déroulée à Minsk, Biélorussie, du 1er juin au 8 juin 2013.

## Résultats

### Podiums
| Catégories                  | Or                   | Argent            | Bronze                                |
| Poids mi-mouches (-49 kg)   | David Ayrapetyan     | Paddy Barnes      | Jack Bateson Salman Alizade           |
| Poids mouches (-52 kg)      | Andrew Selby         | Michael Conlan    | Elvin Mamishzade Ovik Ogannisyan      |
| Poids coqs (-56 kg)         | John Joe Nevin       | Mykola Butsenko   | Vladimir Nikitin Aram Avagyan         |
| Poids légers (-60 kg)       | Pavlo Ishchenko      | Vazgen Safaryants | Dmitriy Polyanskiy Miklos Varga       |
| Poids super-légers (-64 kg) | Armen Zakaryan       | Dmitri Galagot    | Abdel Malik Ladjali Artem Harutyunyan |
| Poids welters (-69 kg)      | Alexander Besputin   | Arayk Marutjan    | Bogdan Shelestyuk Pavel Kostromin     |
| Poids moyens (-75 kg)       | Jason Quigley        | Bogdan Juratoni   | Zoltan Harcsa Evhen Khytrov           |
| Poids mi-lourds (-81 kg)    | Nikita Ivanov        | Peter Mullenberg  | Petru Ciobanu Sergey Novikov          |
| Poids lourds (-91 kg)       | Alexey Egorov        | Teymur Mammadov   | Denis Poyatsika Emir Ahmatovic        |
| Poids super-lourds (+91 kg) | Magomedrasul Majidov | Sergey Kuzmin     | Viktar Zuyev Joseph Joyce             |

### Tableau des médailles
| Place | Pays              | Médaille d'or, Europe | Médaille d'argent, Europe | Médaille de bronze, Europe | Total |
| ----- | ----------------- | --------------------- | ------------------------- | -------------------------- | ----- |
| 1     | Russie            | 5                     | 1                         | 3                          | 9     |
| 2     | Azerbaïdjan       | 2                     | 2                         | 0                          | 4     |
| 3     | Ukraine           | 1                     | 1                         | 3                          | 5     |
| 4     | Azerbaïdjan       | 1                     | 1                         | 2                          | 4     |
| 5     | Pays de Galles    | 1                     | 0                         | 0                          | 1     |
| 6     | Biélorussie       | 0                     | 1                         | 3                          | 4     |
| 7     | Allemagne         | 0                     | 1                         | 2                          | 3     |
| 8     | Moldavie          | 0                     | 1                         | 1                          | 2     |
| 9     | Roumanie          | 0                     | 1                         | 0                          | 1     |
| 9     | Pays-Bas          | 0                     | 1                         | 0                          | 1     |
| 11    | Angleterre        | 0                     | 0                         | 2                          | 2     |
| 11    | Hongrie           | 0                     | 0                         | 2                          | 2     |
| 13    | France            | 0                     | 0                         | 1                          | 1     |
| 13    | Arménie           | 0                     | 0                         | 1                          | 1     |
| Total | 14 pays médaillés | 10                    | 10                        | 20                         | 40    |